# Накануне (фильм, 1985)
«Накануне» — советско-болгарский двухсерийный художественный фильм 1985 года, снятый режиссёром Николаем Мащенко на Киностудии им. А. Довженко и «Бояна».

## Сюжет
Телефильм снят по мотивам одноимённого романа И. С. Тургенева и состоит из двух частей: «Елена», «Инсаров». Елена Николаевна Стахова, дворянка с высокими идеалами, ищет возможность реализовать свои стремления к «деятельному добру». Влюбившись в болгарского студента Инсарова, представителя демократической интеллигенции, Елена посвящает себя ему и поддерживает его в его жизненном пути. После свадьбы пара намеревается уехать в Болгарию, где идёт борьба за свободу, однако Инсаров умирает до их прибытия в страну.

## В ролях
- Светлана Аманова — Елена Стахова
- Антоний Генов — Инсаров
- Елена Соловей — Стахова
- Александр Голобородько — Стахов
- Игорь Ленёв — Берсенев
- Андрей Николаев — Шубин
- Наталья Стриженова — Зоя
- Нели Монеджикова — мать Инсарова
- Коста Цонев — Рендич
- Алексей Колесник — эпизод
- Владимир Левицкий — эпизод
- Екатерина Брондукова — эпизод
- Лидия Чащина — эпизод
- Виктор Панченко — эпизод
- Елена Полегенько — эпизод
- Виктория Спесивцева — эпизод
- Константин Ершов — эпизод
- Екатерина Крупенникова — эпизод
- Валентин Троцюк — Лупояров
- Дмитрий Миргородский — эпизод
- Владимир Антонов — слуга
- Юрий Мысенков — доктор
- Игорь Слободской — эпизод
- Юрий Дубровин — эпизод
- Валерий Наконечный — эпизод
- Станислав Пазенко — эпизод
- Валентина Волощенко — жена полковника
- Наталия Панчик — эпизод

## Съёмочная группа
- Режиссёр — Николай Мащенко
- Сценаристы — Александр Червинский, Николай Мащенко
- Операторы — Сурен Шахбазян, Христо Тотев
- Композитор — Георгий Дмитриев
- Художники — Виталий Шавель, Милко Маринов

## Критика
Критик Андрей Плахов в газете «Правда» написал: «Фильм, <…>, верный Тургеневу, несмотря на определённые смещения, впрочем, для его эстетики не случайные. Известно, что писатель не вполне воспринимал музыку Верди и внёс ироническую ноту в рассказ о посещении Еленой и Инсаровым „Травиаты“. В фильме же этот эпизод вписался в общий романтический строй экранизации». По его мнению, фильм, созданный украинскими и болгарскими кинематографистами по классическому русскому роману, «отмечен чертами общеславянскими и патриотическими».
Критик Александр Авдеенко в газете «Советская культура» писал, что режиссёр Николай Мащенко «ясно берёт зрителя в соавторы, призывая вспомнить роман Тургенева и думать о себе, об изначальных ценностях человеческого существования, о великой силе любви, способной преобразовывать жизнь, если цель этой жизни освещена истинным светом духовности, стремлением к правде, к добру».